# Квислинг, Мария
Мария Квислинг (норв. Maria Quisling), урождённая Мария Васильевна Пасек (укр. Марія Василівна Пасєк) или Пасечникова (укр. Пасєчникова) (10 октября 1900 — 17 января 1980) — жена норвежского фашистского политика Видкуна Квислинга, хотя историки сомневаются в том, состояли ли они в законном браке. Они познакомились в Харькове в 1923 году и поженились в сентябре того же года. В течение следующих нескольких лет она проживала в Норвегии и Франции, часто находясь в разлуке с Видкуном из-за его работы и поездок. В 1929 году они окончательно осели в Норвегии, где Видкун стал одним из основателей фашистской партии «Национальное единение». Во время немецкой оккупации Норвегии Видкун возглавлял пронационал-социалистический марионеточный режим. Мария жила с ним на вилле Гранде с 1941 по 1945 год и играла роль хозяйки на различных общественных мероприятиях там и в Королевском дворце в Осло.
После того, как Видкун был признан виновным в государственной измене и приговорён к смертной казни, она несколько раз безуспешно обращалась к властям от его имени. В 1946 году Мария недолгое время находилась под арестом из-за своей деятельности во время оккупации, но все обвинения в конечном итоге были сняты. Она много лет боролась за возвращение недвижимости и другого имущества, которое принадлежало ей и Видкуну. Окончательное урегулирование вопроса с её имуществом было достигнуто в 1955 году, когда она получила квартиру, множество картин и мебели, а также крупную денежную сумму. В 1959 году ей также передали урну с прахом супруга, которую она во время скромной церемонии похоронила во дворе церкви Ерпен. Ведя после войны уединённую жизнь в Осло, она скончалась в 1980 году, завещав свои активы благотворительному фонду, носящему её имя и имя Видкуна, который ежегодно выдаёт небольшую сумму денег ограниченному числу пожилых людей.

## Ранние годы и замужество

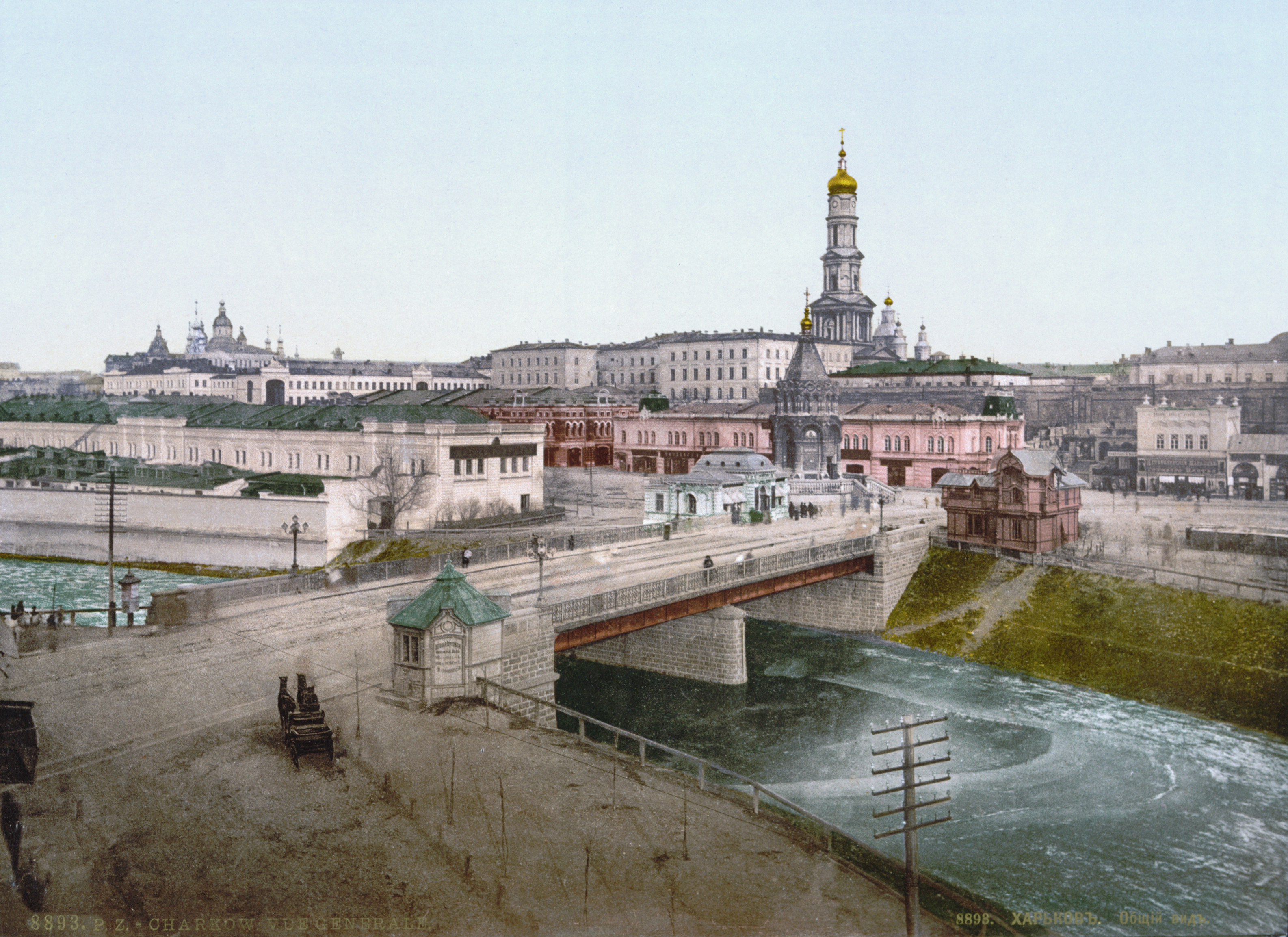
Мария проживала в центре Харькова и потом с любовью вспоминала прогулку у реки, когда Видкун провожал её домой с вечеринки летней ночью 1923 года. Открытка ок. 1900 года.

Мария Квислинг родилась, вероятно, в ноябре 1900 года в Харькове. В студенческой карточке значилось, что она родилась в 1899 году. О её семье не сохранилось достоверных сведений. Сама она сказала свекрови, что её отец был высокопоставленным государственным служащим.
В 1918 году она закончила среднюю школу, а в 1922 году — Харьковский экономический институт. В том же году она начала работать в украинской организации, занимавшейся координированием работы различных зарубежных организаций гуманитарной помощи в этом районе, включая помощь Нансена. Впервые она встретила Видкуна в марте 1923 года, и летом того же года у них завязались романтические отношения, хотя Видкун официально женился на Александре Ворониной ещё в августе 1922 года. Историк Ганс Фредрик Даль считает, что Мария знала о его жене Александре и поверила его объяснению, что это был всего лишь формальный брак, чтобы помочь Александре уехать из Украины.
По словам самой Марии, она и Видкун поженились в Норвежской дипломатической миссии в Москве 10 сентября 1923 года. По мнению ряда историков это не соответствовало действительности, так как Норвегия официально не признавала новую советскую власть до 1924 года, а представитель Норвежского коммерческого офиса не имел права заключать браки и не был в Москве 10 сентября. Если они заключили гражданский брак в Харькове, то никаких документов, подтверждающих это, не сохранилось. Историк Ганс Фредрик Даль считает, что в тот день в Харькове состоялась какая-то свадьба, но не может достоверно утверждать, был ли брак заключён официально или это была неформальная церемония. В тот же день, когда якобы состоялась свадьба, Мария получила специальный паспорт для сотрудников Nansen Action на имя «Марии Квислинг».
Мария покинула СССР самостоятельно и прибыла в Париж, где в конце 1923 года она воссоединилась с Видкуном и Александрой, которые путешествовали вместе. Некоторое время они проживали в отеле Studia в Латинском квартале, с ноября по январь 1924 года посещая также Вену и другие места.
В июне 1924 года Мария, Александра и Видкун приехали в Норвегию, где Мария была представлена его семье как его новая жена. Она провела некоторое время с родителями Видкуна в Телемарке, где начала изучать норвежский язык. Александру, которую Видкун за год до этого представил как свою жену, теперь называли ребёнком, о котором он заботился. В конце того же лета Александра навсегда покинула Норвегию. Квислинг вернулась во Францию в 1926 году, где она снова встретила Александру и крутилась в компании других русских иммигрантов. Мария жила в Нормандии и в Париже, где некоторое время посещала курсы в Сорбонне.
После того, как Видкун получил в Москве должность секретаря дипломатической миссии, отвечающей за британские дипломатические дела, которыми в то время занималась Норвегия, она приехала к нему туда в ноябре 1928 года. Некоторое время пара жила вместе с лингвистом Олафом Брохом и его женой, а затем с дипломатом Пером Пребенсеном и его супругой Рагнхильд.
В 1928 и 1929 годах Квислинги приобрели множество картин и антиквариата, а также столовое серебро и мебель. Покупки осуществлялись за счёт сбережений Видкуна и средств из наследства его матери. Согласно более поздним заявлениям Марии, её мать приехала в Москву с денежной суммой, являвшейся наследством Марии от её отца. Исследователь Арве Юритцен высказывал сомнения в том факте, что её мать вообще появлялась в Москве в том году. В то время она жила в бедности и полагалась на финансовую поддержку со стороны Видкуна.
В декабре 1929 года Квислинги поселились в Осло, где в 1922 году Видкун приобрёл квартиру на улице Эрлинга Скьялгссона, дом 26 во Фрогнере. Большая часть из 200 их картин были помещены на хранение в сейфы, так как оказалось, что их трудно продать по ценам, на которые рассчитывал Видкун. Он также считал, что многие из его картин принадлежали известным художникам, но преимущественно это были копии.

## Участие в «Национальном единении» и режиме Квислинга

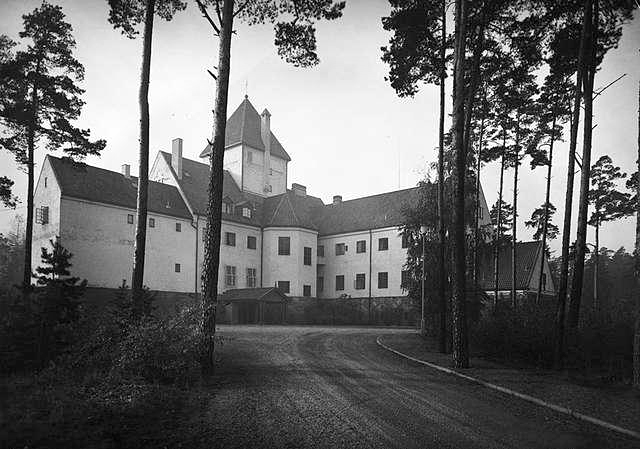
Вилла Гранде (Йимле) в 1945 году

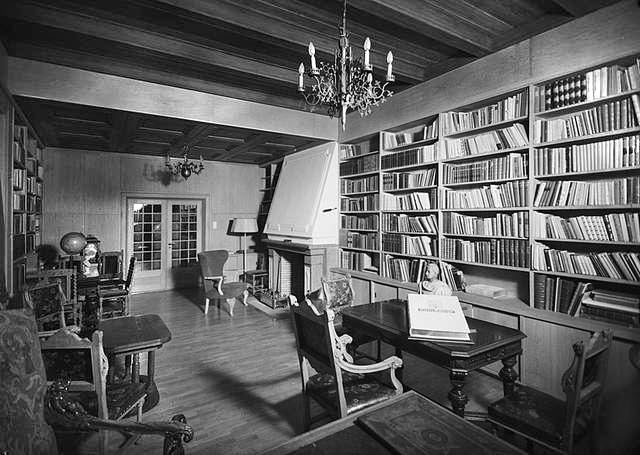
В библиотеке Виллы Гранде был стол, принадлежавший российскому председателю Совета министров Петру Столыпину.

Когда в 1933 году была основана партия «Национальное единение» (NS), Мария была зарегистрирована своим мужем в качестве её члена. В первые годы существования партии она была лишь слегка вовлечена в её деятельность, никогда не играя в ней политической роли. Когда Германия в 1940 году оккупировала Норвегию, Видкун стал лидером пронацистского марионеточного режима в стране.
В декабре 1941 года Мария и Видкун переехали на виллу Гранде, которую Видкун переименовал в Йимле, что в скандинавской мифологии обозначает утопическое место. Строительство особняка началось в 1917 году, который оставался незавершённым до того времени, пока коллаборационистские власти не назначили его резиденцией четы Квислингов в начале 1941 года. Мария Квислинг активно участвовала в обустройстве резиденции, куда была доставлена русская мебель и большая картина, купленная Квислингами в Москве. Она также наняла прислугу (до 12 человек) и регулярно совершала покупки в Steen & Strøm; Strøm, Glasmagasinet и других местах. В этот период не существовало чёткой границы между личными расходами Квислингов и государственными. Когда 1 февраля 1942 года Видкун был назначен министром-президентом Норвегии, на вилле Гранде прошёл большой праздник, в роли хозяйки которого выступала Мария Квислинг. За время, прожитое на этой вилле, было проведено ещё несколько торжественных ужинов и вечеров.
После окончания немецкой оккупации Видкун был арестован 9 мая 1945 года. Мария оставалась на вилле Гранде до 15 мая, когда ей было предписано покинуть её. Она переехала к вдове бывшего министра финансов Фредерика Прица.

## Суд над Видкуном и его казнь
После ареста Видкуна в мае 1945 года Мария никаким образом не контактировала с ним в течение двух месяцев, пока не получила разрешение на переписку, а в августе она впервые посетила его в тюрьме. Хотя Мария хотела дать показания на суде над Видкуном, начавшемся в августе, суд не позволил ей этого сделать. Вместо этого адвокат Видкуна зачитал несколько её заявлений в защиту своего супруга. 10 сентября Видкун был приговорён к смертной казни. Его жена была глубоко потрясена этим приговором и писала обращения к различным представителям власти в Норвегии, включая короля Хокона, премьер-министра Эйнара Герхардсена и Отто Руге. Она также обратилась к Сталину, подчеркнув заслуги Видкуна перед Россией, но это письмо так и не было отправлено. 13 октября Верховный суд оставил приговор без изменения, помилование не было дано. Когда 23 октября Видкуну сообщили, что его казнь состоится той же ночью, он написал Марии своё последнее письмо, приложив прядь своих волос, которую она сохранила. На следующее утро ей сообщили о казни, и она вместе в небольшой компании провела поминальную службу в собственном доме. Ей не выдали урну с прахом супруга, которая осталась на хранении в полицейском отделении.

## Судебное преследование Марии
После того, как Приц покинула Осло, Мария Квислинг осталась без жилья. Власти предоставили ей в распоряжение две комнаты на вилле Майхауген в Виндерене в Осло, которая принадлежала человеку, заключённому в тюрьму за сотрудничество с немецкими оккупационными властями. Ещё несколько жён руководителей NS получили комнаты в том же доме, что вызвало негативную реакцию соседей и прессы.
29 августа 1945 года газета «Dagbladet» вышла под заголовком: «Почему госпожи Квислинг нет в тюрьме?». В соответствующей статье журналист писал: «Никто не поддерживал немцев и нацистов больше, чем госпожа Квислинг, и она пользовалась всеми возможными благами за время пребывания её мужчины у власти. Было бы неправильно относиться к ней мягче, чем к другим предателям».
В феврале 1946 года её вызвали на допрос в Виктория-Террасс, где спрашивали о её прошлом, деятельности в «Национальном единении» и её жизни во время оккупации. В марте полиция провела обыск в её доме. В рамках разработки версии о том, что Мария в мае 1945 года подталкивала Видкуна к вооружённому сопротивлению, они арестовали её 31 мая 1946 года. Прокуратура сняла обвинения в подстрекательстве к вооружённому сопротивлению, но ей было предъявлено обвинение в том, что она была членом NS, представляла оккупационный режим в качестве жены Видкуна, побуждала Видкуна тратить государственные средства для украшения их резиденций, а также присвоила ценные предметы, которые оккупационные власти конфисковали в Королевском замке.
17 июня Мария выступала в суде во время предварительного слушания (forhørsretten), где защищала себя, отвергнув все обвинения. Суд был открытым и привлёк к себе большое внимание со стороны публики.
Мария была освобождена 18 июня 1946 года, поскольку суд не нашёл оснований для содержания её под стражей. Расследование тем не менее продолжалось, но 8 апреля 1948 года Квислинг сообщили о том, что все обвинения с неё были сняты.
Историк Ханс Фредрик Даль задаётся вопросом, почему она ни по какому обвинению не была осуждена.

## Имущественные споры

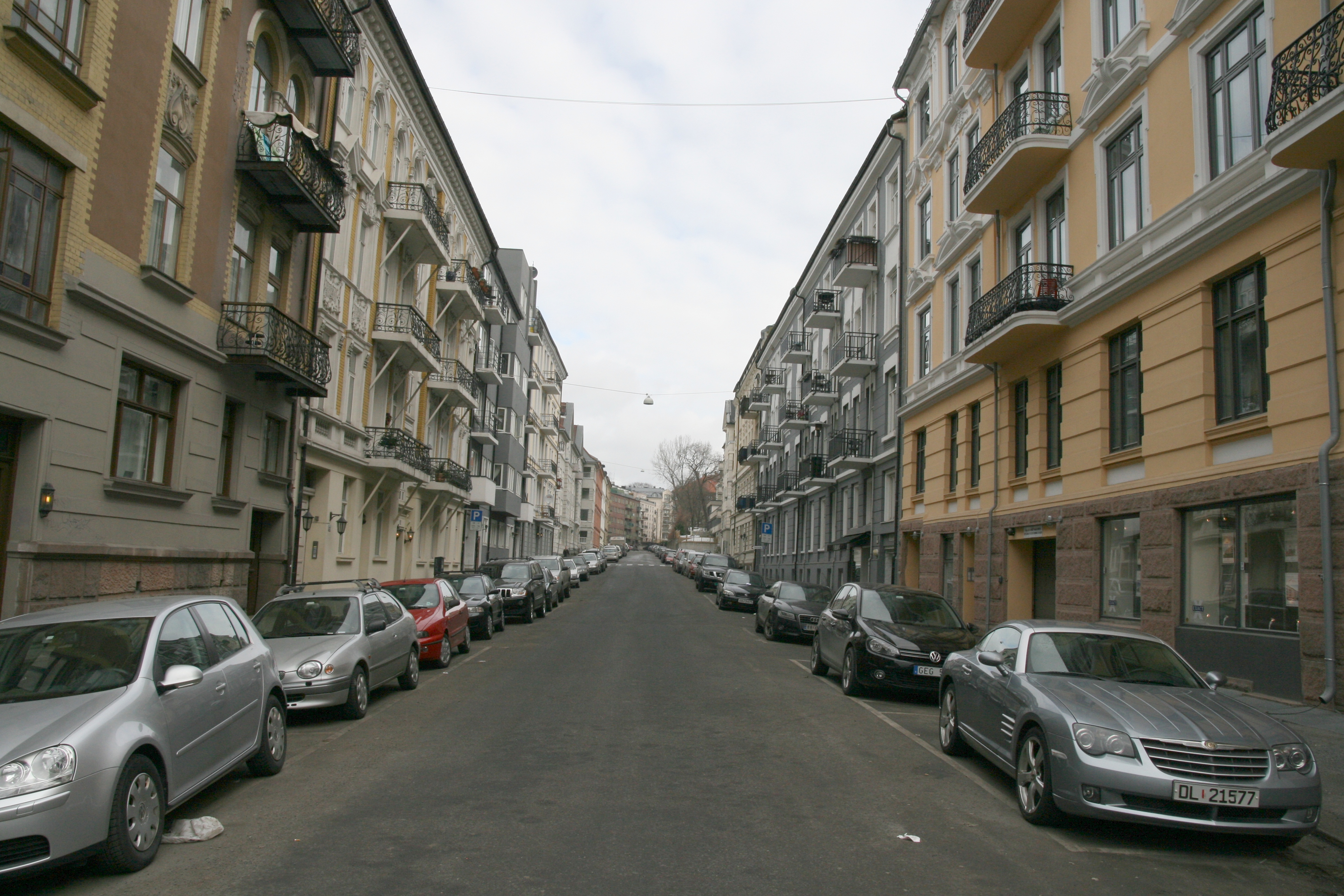
Улица Эрлинга Скьялгссона, где Мария Квислинг прожила большую часть своей жизни в Норвегии.

Разделом совместного супружеского имущества Видкун и Марии (fellesbo, сокращённо bo) занималось Управление компенсаций (норв. Erstatningsdirektorat). К этому имуществу относились огромные активы, но также и большие обязательства в виде требований о компенсации, связанных с действиями Видкуна во время оккупации. Некоторые из этих претензий разбирались в суде. В мае 1946 года была продана квартира Квислингов на улице Эрлинга Скьялгссона за меньшую сумму, чем Видкун заплатил за неё в 1922 году. Также была продана большую часть их домашней мебели, часть которой, по утверждению Марии, принадлежала ей, а не Видкуну.
Мария, как супруга Квислинга, потребовала себе половину стоимости всего их совместного имущества. Власти не удовлетворили это требование, но согласились с тем, что ей должно быть возвращено всё, что она нажила лично. Она получила множество писем поддержки в свой адрес, в том числе от Одда Нансена, сына Фритьофа Нансена, который был заключён в тюрьму властями во время оккупации. В 1950 году Управление компенсаций отменило сделку по продаже квартиры на улице Эрлинга Скьялгссона, вернув её Квислинг.
В 1952 году Квислинг вернули всю мебель и другие ценные предметы, которые, по её утверждениям, было её личным вклад в семейное имущество. Окончательный раздел этого имущества в 1955 году принёс ей ещё 75 600 крон.

## Похороны Видкуна Квислинга
Мария Квислинг просила выдать ей урну с прахом Видкуна ещё в 1946 году, на что получила отказ. Она снова обратилась с этой просьбой в 1956 году после того, как начальник полиции Осло попросил у правительства разрешения развеять пепел над Осло-фьордом, но правительство отклонило оба этих запроса. Однако очередная просьба Квислинг в 1959 году была удовлетворена, и в июне того же года урна была доставлена к ней домой. Мария двоюродная сестра Видкуна Маргарет Лангаард (Конкен) и священник Асле Энгер провели небольшую церемонию в доме Квислинг. 31 июня урна была похоронена в семейной могиле Квислингов на кладбище церкви Ерпен. Церемония, в которой участвовал местный священник, была скромной и тайной.

## Поздние годы, смерть и память

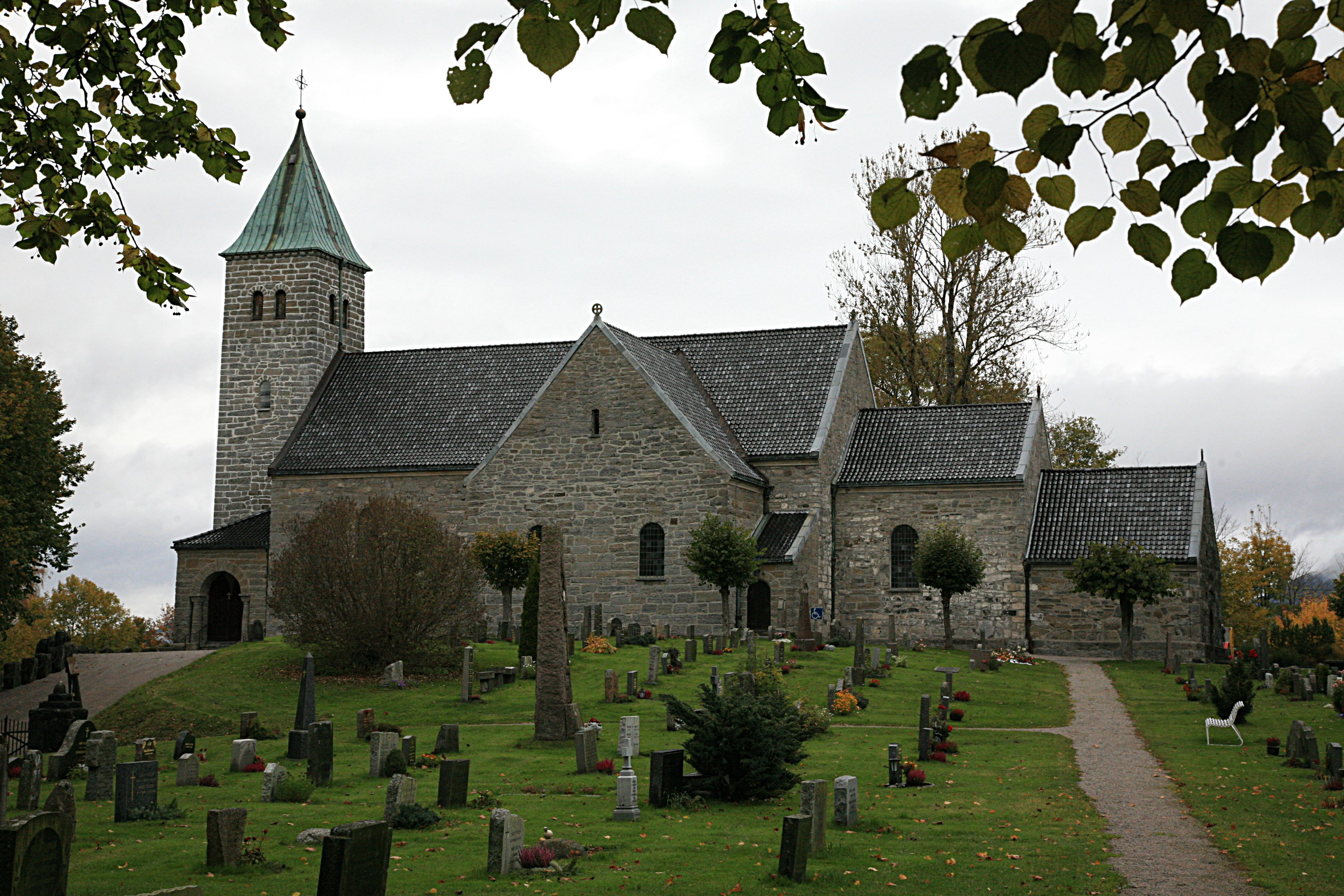
Видкун и Мария Квислинг похоронены на кладбище при церкви Ерпен

Квислинг всю свою жизнь в Норвегии жаловалась на различные проблемы со здоровьем и часто проводила время в оздоровительных учреждениях. В послевоенные годы её здоровье ухудшилось, и она часто посещала врачей и психологов. Она мучилась от ревматизма, проблем со спиной и глазами, а также от депрессии. С возрастом у неё стали проявляться признаки слабоумия. В 1977 году Мария была на длительное время госпитализирована в больницу Уллеволь, а в 1978 году её перевели в дом престарелых в Ураньенборге, где она жила до своей смерти 17 января 1980 года. Она была похоронена в семейной могиле Квислингов на кладбище при церкви Ерпен.
Мария Квислинг, будучи прихожанкой Русской православной церкви, исповедовала христианство. В 1930-х годах у неё были связи с Оксфордской группой. В более поздние годы её навещала женщина из Общества внутренней миссии Осло, а когда она была госпитализирована, к ней постоянно наведывались представители католической церкви.
В 1976 году она записала в своём завещании, что её активы после её смерти должны пойти на финансирование фонда «Vidkun og Maria Quisling’s legat», позже названного «Maria Quislings legat», который должен был находиться в ведении Внутренней городской миссии Осло и ежегодно оказывать экономическую помощь пожилым людям, находящимся в тяжёлом экономическом положении. Основной капитал составлял около 2,4 миллионов крон. Деньги распределяются по заявкам перед Рождеством.
Она завещала документы Видкуна библиотеке Университета Осло. Исполнителем завещания Марии Квислинг выступил Финн Трана, адвокат Верховного суда и бывший чиновник при режиме Квислинга.